# Burnout (serie)
Burnout è una serie di videogiochi di guida, sviluppati dalla Criterion Games. I vari capitoli sono apparsi sulle console PlayStation 2, Xbox, GameCube, Nintendo DS, PlayStation Portable, PlayStation 3 e Xbox 360; l'ultimo episodio è uscito anche per Microsoft Windows.
La caratteristica che contraddistingue i titoli di questa serie è l'utilizzo degli incidenti per ottenere dei bonus. Al contrario di titoli come Gran Turismo, in questa serie spesso la distruzione del maggior numero di veicoli è l'obiettivo. In base allo scenario e alla modalità di gioco è quindi necessario vincere una gara, distruggere il maggior numero di veicoli avversari oppure causare un incidente catastrofico in ingorghi o strade particolarmente trafficate.

## Titoli della serie
| Titolo                     | Console                        | Data di uscita | Pubblicato da   |
| -------------------------- | ------------------------------ | -------------- | --------------- |
| Burnout                    | GameCube, PlayStation 2 e Xbox | 2001           | Acclaim         |
| Burnout 2: Point of Impact | GameCube, Playstation 2 e Xbox | 2002           | Acclaim         |
| Burnout 3: Takedown        | Playstation 2 e Xbox           | settembre 2004 | Electronic Arts |
| Burnout Revenge            | Playstation 2, Xbox e Xbox 360 | settembre 2005 | Electronic Arts |
| Burnout Legends            | PSP e Nintendo DS              | 2005           | Electronic Arts |
| Burnout Dominator          | PlayStation 2 e PSP            | 2007           | Electronic Arts |
| Burnout Paradise           | PlayStation 3, Xbox 360 e PC   | 2008           | Electronic Arts |
| Burnout Crash!             | PlayStation 3 e Xbox 360       | 2011           | Electronic Arts |

### Burnout
Burnout è un simulatore di guida arcade uscito nel 2001 ed è il primo episodio della serie omonima. Le modalità principali sono: campionato, gara singola, time attack e multiplayer.

### Burnout 2: Point of Impact
Burnout 2: Point of Impact è il sequel del primo Burnout, e ultimo ad essere prodotto per la console Gamecube di Nintendo. Una versione per Xbox, chiamata "developer's cut", è stata pubblicata nel 2003 con alcune aggiunte riguardanti le livree delle auto. In questo episodio è stata inserita una modalità denominata "crash mode", dove il giocatore guadagna dei punti causando danno agli altri concorrenti.

### Burnout 3: Takedown
Burnout 3: Takedown è il terzo gioco della serie di videogiochi Burnout. Pubblicato il 7 settembre 2004 da Electronic Arts e in ritardo di un anno a causa della bancarotta di Acclaim Entertainment. Lo stesso gioco, in versione DEMO, è giocabile in Need For Speed Underground 2 come easter egg trovabile come penultima opzione nell'icona opzioni

### Burnout Legends
Burnout Legends è il quinto gioco della popolare serie di Burnout, è il primo gioco della serie uscito in esclusiva per console portatili.

### Burnout Paradise
Burnout Paradise, è il sesto capitolo della serie pubblicato nel 2008, è il primo ad essere sviluppato anche per Microsoft Windows.

### Burnout Paradise: The Ultimate Box
Burnout Paradise: The Ultimate Box, versione dotata di contenuti aggiuntivi.